# Tahiti-grouper
Tahiti-grouper (Epinephelus tauvina) är en art i familjen havsabborrfiskar som finns från Röda havet och Östafrika till Japan, centrala Stilla havet och Australien. 

## Utseende
En fisk med avlång kropp, stor mun och tjocka läppar. Ryggfenan har 11 taggstrålar, av vilka 3:e till 5:e är längst, och 13 till 16 mjukstrålar. Analfenan har 3 taggstrålar och 8 mjukstrålar, medan bröstfenorna har 18 till 19 mjukstrålar. Kroppsfärgen är ljust gröngrå till brun med rundade mörkt orangeröda till mörkbruna fläckar med mörkare mittparti; på huvudet avtar dessa i storlek i riktning mot nosen. Ofta har den även ett antal mörka fläckar (eller en enda, stor) vid basen av de sista taggstrålarna i ryggfenan. Den kan även ha 5 svaga, mörka, sneda tvärstreck på kroppen. Även fenorna är täckta med mörka prickar. Stjärt- anal- och bröstfenorna har ofta även en vit kant. På ungfiskarna sitter prickarna på den mjuka, bakre delen av ryggfenan, stjärt- och analfenorna så tätt att de tillsammans med den ljusare bakgrunden formar ett nätmönster. Storleken hos de vuxna fiskarna varierar mellan 50 och 75 cm, och vikten mellan 600 och 700 g. Två avvikande rapporter om längder på 107 respektive 200 cm tros vara missuppfattningar.

## Vanor
Tahiti-groupern är vanligare vid öar än vid kontinentala kuster i allmänhet, men den är också allmän vid kontinentalkuster med riklig förekomst av korallrev. Över huvud taget föredrar den klara vatten vid korallrev, där de vuxna fiskarna kan gå ner till åtminstone 50 m.  Uppgifter om större djup (100 – 300 m) finns . Ungfiskarna lever i grundare vatten, som släta revpartier, i tidvattensdammar och bland mangroverötter.
Födan består nästan uteslutande av fisk, även om kräftdjur ibland också kan tas.

### Fortplantning
Arten är en hermafrodit, som börjar sitt liv som hona. Lekperioden varierar beroende på den geografiska fördelningen; i Kuwait varar den från april till maj, och mellan oktober och februari i Indien.

## Betydelse för människan
Tahiti-gruopern är föremål för ett lokalt, men omfattande fiske. Fångsten säljes vanligtvs färsk. Den odlas även, och sportfiske förekommer.

## Utbredning
Utbredningsområdet omfattar Röda havet och vattnen utanför Östafrikas kust till Pitcairnöarna, norrut till Japan (Ryukyuöarna), söderut till Australien (New South Wales och Lord Howe Island). Uppgifter finns även från Kina, Taiwan och flera öar i centrala Stilla havet.